# Omomorfismo
In algebra astratta, un omomorfismo è un'applicazione tra due strutture algebriche dello stesso tipo che conserva le operazioni in esse definite. Questo oggetto, calato nel contesto più astratto della teoria delle categorie, prende il nome di morfismo.
Ad esempio, considerando insiemi con una singola operazione binaria (un magma), la funzione {\displaystyle \varphi :\ A\ \to \ B} è un omomorfismo se vale
{\displaystyle \varphi \left(u*v\right)=\varphi \left(u\right)\#\varphi \left(v\right)}
per ogni coppia {\displaystyle u}, {\displaystyle v} di elementi di {\displaystyle A}, dove {\displaystyle *\!\ } e {\displaystyle \#} sono le operazioni binarie di {\displaystyle A} e {\displaystyle B} rispettivamente.
Ogni tipo di struttura algebrica ha i suoi specifici omomorfismi:
- Omomorfismo di gruppi
- Omomorfismo di anelli
- Applicazione lineare (omomorfismo tra spazi vettoriali)
- Omomorfismo di algebre

## Definizione
Una definizione rigorosa generale di omomorfismo può essere data nel modo seguente:
Siano {\displaystyle A} e {\displaystyle B} due strutture algebriche dello stesso tipo. Una funzione {\displaystyle \phi :A\to B} è un omomorfismo se, per ogni operazione {\displaystyle f} (su n elementi) delle strutture e per ogni n-upla {\displaystyle x_{1},\dots ,x_{n}} di {\displaystyle A} si ha:
{\displaystyle \phi (f_{A}(x_{1},\dots ,x_{n}))=f_{B}(\phi (x_{1}),\dots ,\phi (x_{n}))}
dove {\displaystyle f_{A}} e {\displaystyle f_{B}} rappresentano l'operazione {\displaystyle f} nelle strutture {\displaystyle A} e {\displaystyle B} rispettivamente. Va data particolare attenzione al fatto che {\displaystyle f_{A}} e {\displaystyle f_{B}} rappresentano delle operazioni in un senso ampio del termine. Nello specifico, se una struttura algebrica è dotata di particolari elementi (per esempio unità o zeri), tali elementi devono essere interpretati come funzioni costanti su zero elementi; per cui se, per esempio, {\displaystyle 1_{A}} e {\displaystyle 1_{B}} fossero le unità delle rispettive strutture, allora deve valere che {\displaystyle \phi (1_{A})=1_{B}}.

## Classificazione
In algebra astratta:
- Si chiama monomorfismo ogni omomorfismo iniettivo;
- Si chiama epimorfismo ogni omomorfismo suriettivo;
- Si chiama isomorfismo ogni omomorfismo biiettivo.

Se in particolare A e B coincidono:
- Si chiama endomorfismo della struttura A ogni omomorfismo di A in sé stesso;
- Si chiama automorfismo della struttura A ogni isomorfismo di A in sé stesso.

Notare che dei concetti di monomorfismo e epimorfismo, in teoria delle categorie, vengono date delle definizioni più deboli.